# Callionima falcifera
Callionima falcifera là một loài bướm đêm thuộc họ Sphingidae. Loài này chủ yếu phân bố ở các nước Nam Mỹ như Mexico, Belize, Costa Rica, Jamaica, và Venezuela.

## sự miêu tả

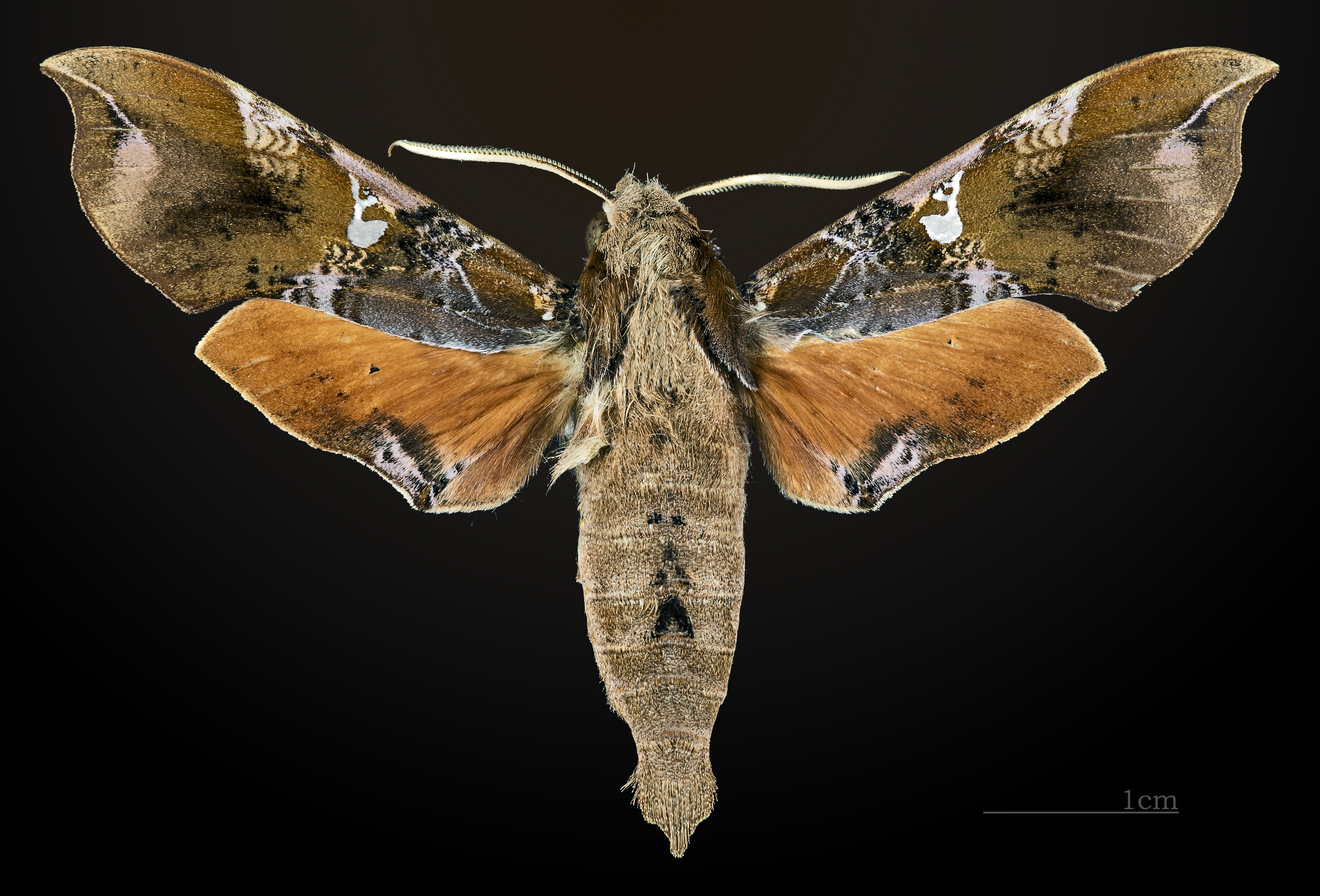
♂
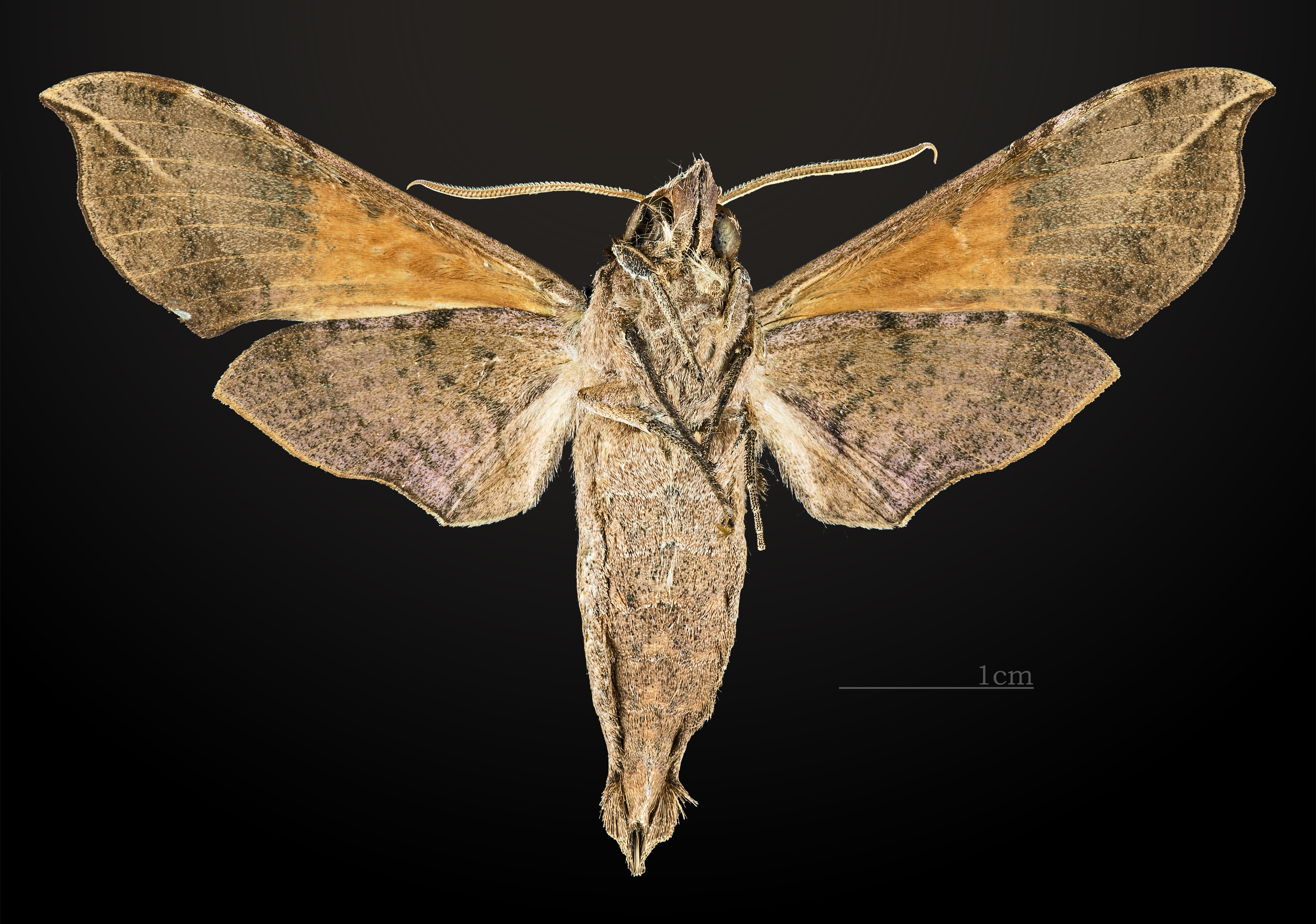
♂ △
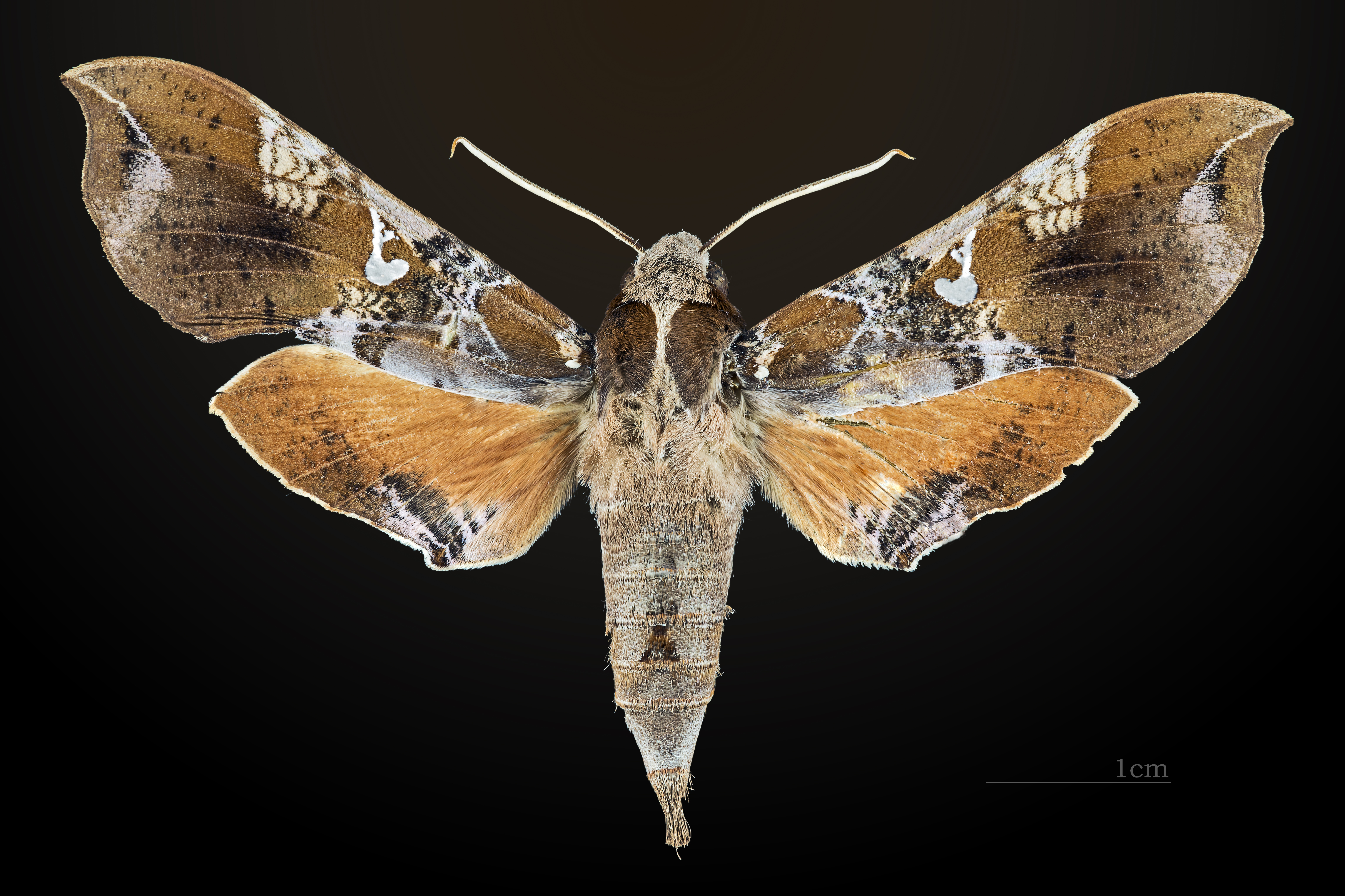
♀
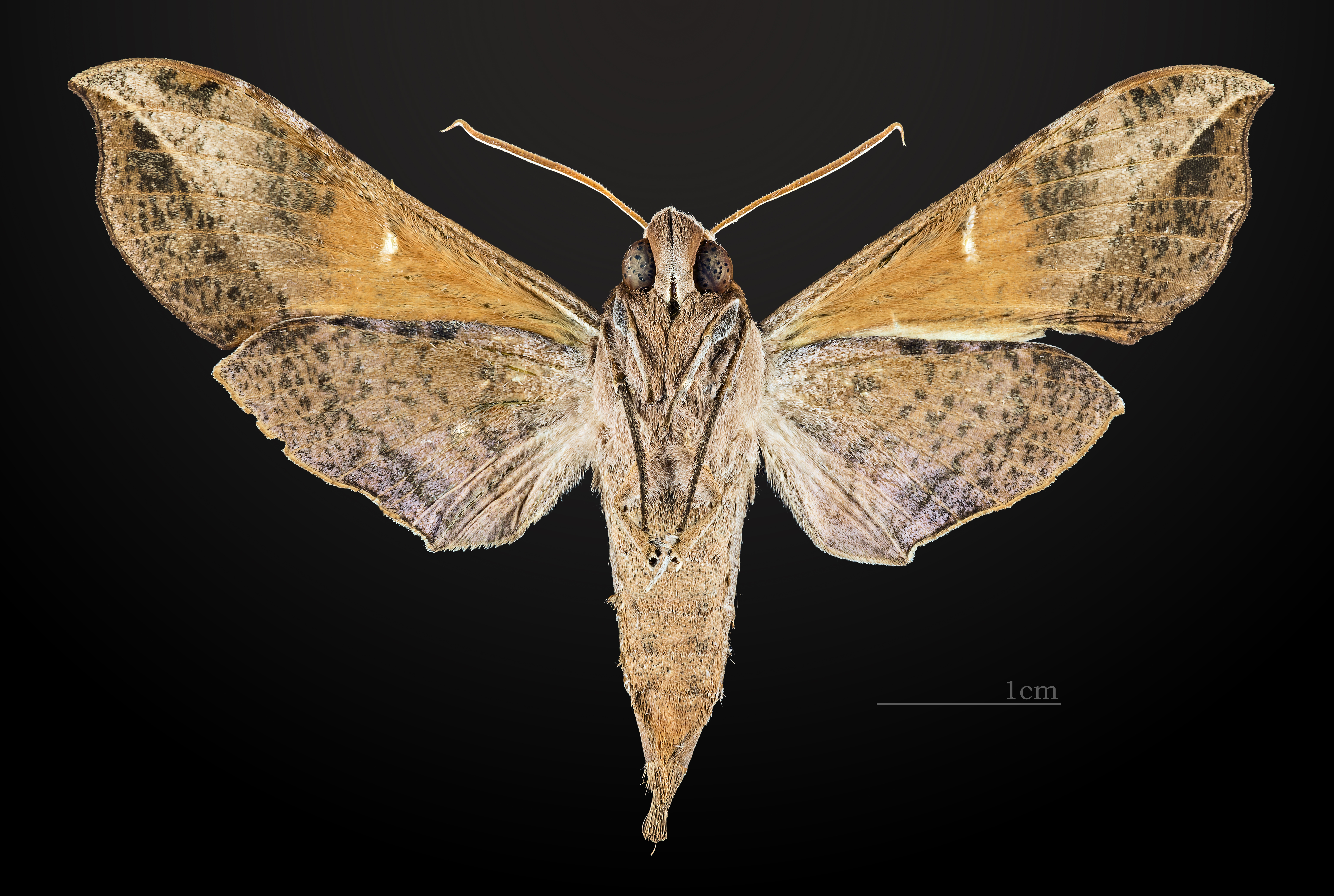
♀ △